# Gare de Bilzen
La gare de Bilzen (en néerlandais : station Bilzen) est une gare ferroviaire belge de la ligne 34 de Liège à Hasselt, située à proximité du centre-ville de Bilzen, en Région flamande dans la province de Limbourg.
Elle est mise en service en 1863 par la Compagnie du chemin de fer Liégeois-Limbourgeois. C'est une gare de la Société nationale des chemins de fer belges (SNCB) desservie par des trains InterCity (IC), Suburbains (S43) et d'Heure de pointe (P).

## Situation ferroviaire
Établie à 61 mètres d'altitude, la gare de Bilzen est située au point kilométrique (PK) 37,60 de la ligne 34, de Liège à Hasselt, entre les gares ouvertes de Tongres et de Diepenbeek.

## Histoire
La station de Bilzen est mise en service le 10 novembre 1863 par la Compagnie du chemin de fer Liégeois-Limbourgeois lorsqu'elle livre à l'exploitation le tronçon de Y Beverst à Tongeren de sa ligne en direction de Liège qui atteindra la cité mosane en 1865.
Les Chemins de fer de l'État belge reprennent la compagnie en 1898. Un nouveau bâtiment, de plan type 1895, aux décorations de façade semblables à plusieurs gares bâties à la même époque sur des anciens chemins de fer privés, remplace celui des origines.
Le 1er juillet 2015, le guichet de la gare est définitivement fermé.

## Service des voyageurs

### Accueil
Halte SNCB, c'est un point d'arrêt non gardé (PANG) de la SNCB. Elle dispose de 2 quais avec abris. L'achat des tickets se fait via l'automate.

### Dessertes
Bilzen est desservie par des trains InterCity (IC) et d'Heure de pointe (P) de la SNCB circulant sur la ligne commerciale 34 (Liège-Hasselt).

#### Semaine
Bilzen compte deux dessertes cadencés à l'heure : des trains IC reliant Gand-Saint-Pierre à Tongres via Bruxelles, Aarschot et Hasselt (sans arrêt à Louvain) et des trains S43 de Hasselt à Liège et Maastricht.
Neuf trains supplémentaires se rajoutent aux heures de pointe :
- deux trains IC d'Anvers-Central à Tongres via Malines, Brussels-Airport-Zaventem, Louvain, Aarschot et Hasselt ; le matin, retour l’après-midi) ;
- deux trains P de Tongres à Bruxelles-Midi, via Aarschot et Hasselt (sans arrêt à Louvain) ; le matin, retour l’après-midi ;
- un train P de Tongres à Hasselt, le soir.

#### Week-ends et fériés
Seuls circulent des trains IC d'Anvers-Central à Liège-Guillemins via Lier, Aarschot, Hasselt et Tongres.

### Intermodalité
Un parc pour les vélos et un parking pour les véhicules y sont aménagés. Elle est desservie par des bus.

## Comptage voyageurs
Ce graphique et tableau montre le nombre de voyageurs embarquant en moyenne durant la semaine, le samedi et le dimanche.
| Nombre de passagers qui embarquent à la gare de Bilzen | Nombre de passagers qui embarquent à la gare de Bilzen | Nombre de passagers qui embarquent à la gare de Bilzen | Nombre de passagers qui embarquent à la gare de Bilzen |
|                                                        | Semaine                                                | Samedi                                                 | Dimanche                                               |
| ------------------------------------------------------ | ------------------------------------------------------ | ------------------------------------------------------ | ------------------------------------------------------ |
| 1977                                                   | 285                                                    | 35                                                     | 49                                                     |
| 1978                                                   | 309                                                    | 34                                                     | 62                                                     |
| 1979                                                   | 271                                                    | 28                                                     | 53                                                     |
| 1980                                                   | 276                                                    | 24                                                     | 28                                                     |
| 1981                                                   | 282                                                    | 31                                                     | 31                                                     |
| 1982                                                   | 212                                                    | 31                                                     | 38                                                     |
| 1983                                                   | 225                                                    | 41                                                     | 48                                                     |
| 1984                                                   | 243                                                    | 56                                                     | 99                                                     |
| 1985                                                   | 288                                                    | 80                                                     | 187                                                    |
| 1986                                                   | 257                                                    | 72                                                     | 151                                                    |
| 1987                                                   | 258                                                    | 101                                                    | 175                                                    |
| 1988                                                   | 270                                                    | 110                                                    | 210                                                    |
| 1989                                                   | 218                                                    | 104                                                    | 177                                                    |
| 1990                                                   | 251                                                    | 106                                                    | 182                                                    |
| 1991                                                   | 296                                                    | 126                                                    | 234                                                    |
| 1992                                                   | 268                                                    | 133                                                    | 220                                                    |
| 1993                                                   | 338                                                    | 212                                                    | 302                                                    |
| 1994                                                   | 343                                                    | 154                                                    | 323                                                    |
| 1995                                                   | 260                                                    | 173                                                    | 402                                                    |
| 1996                                                   | 337                                                    | 183                                                    | 311                                                    |
| 1997                                                   | 292                                                    | 239                                                    | 311                                                    |
| 1998                                                   | 332                                                    | 172                                                    | 304                                                    |
| 1999                                                   | 360                                                    | 186                                                    | 255                                                    |
| 2000                                                   | 461                                                    | 294                                                    | 335                                                    |
| 2001                                                   | 515                                                    | 197                                                    | 231                                                    |
| 2002                                                   | 392                                                    | 214                                                    | 347                                                    |
| 2003                                                   | 385                                                    | 232                                                    | 390                                                    |
| 2004                                                   | 419                                                    | 208                                                    | 336                                                    |
| 2005                                                   | 463                                                    | 194                                                    | 366                                                    |
| 2006                                                   | 481                                                    | 265                                                    | 250                                                    |
| 2007                                                   | 526                                                    | 258                                                    | 342                                                    |
| 2008                                                   | -                                                      | -                                                      | -                                                      |
| 2009                                                   | 528                                                    | 262                                                    | 369                                                    |
| 2010                                                   | -                                                      | -                                                      | -                                                      |
| 2011                                                   | -                                                      | -                                                      | -                                                      |
| 2012                                                   | 643                                                    | 231                                                    | 435                                                    |
| 2013                                                   | 706                                                    | 270                                                    | 338                                                    |
| 2014                                                   | 621                                                    | 314                                                    | 457                                                    |
| 2015                                                   | 573                                                    | 219                                                    | 247                                                    |
| 2016                                                   | 586                                                    | 180                                                    | 311                                                    |
| 2017                                                   | 554                                                    | 172                                                    | 330                                                    |
| 2018                                                   | 590                                                    | 218                                                    | 324                                                    |
| 2019                                                   | 555                                                    | 106                                                    | 107                                                    |
| 2020                                                   | 387                                                    | 154                                                    | 265                                                    |
| 2021                                                   | -                                                      | -                                                      | -                                                      |
| 2022                                                   | 637                                                    | 261                                                    | 384                                                    |
| 2023                                                   | 680                                                    | 216                                                    | 313                                                    |
| 2024                                                   | 531                                                    | 253                                                    | 330                                                    |